# Чемпіонат світу з легкої атлетики 2019 — стрибки з жердиною (чоловіки)

Стрибки Сема Кендрікса та Армана Дюплантіса

Змагання зі стрибків з жердиною серед чоловіків на Чемпіонаті світу з легкої атлетики 2019 у Досі проходили 28 вересня та 1 жовтня на стадіоні «Халіфа».

## Напередодні змагань
На початок змагань основні рекордні результати були такими:
| WR | Рено Лавіллені (FRA) | 6,16 | Донецьк  | 15 лютого 2014 |
| CR | Дмитро Марков (AUS)  | 6,05 | Едмонтон | 9 серпня 2001  |
| WL | Сем Кендрікс (USA)   | 6,06 | Де-Мойн  | 27 липня 2019  |

Головними претендентами на медалі в Досі були троє стрибунів з жердиною, яким підкорилась 6-метрова позначка цього сезону, — Сем Кендрікс (6,06), Пйотр Лісек (6,02) та Арман Дюплантіс (6,00).

## Результати

### Кваліфікація
Умовами проходження до фіналу були подолання висоти 5,75 м або входження до 12 найкращих за результатом атлетів у обох групах кваліфікації. За підсумками кваліфікаційних змагань восьмеро атлетів подолали 5,75 на чолі з Пйотром Лісеком та Семом Кендріксом.

### Фінал
У фіналі основна боротьба розгорнулась між Семом Кендріксом та Арманом Дюплантісом, які завершили змагання на висоті 5,97, проте за спробами перше місце та друге чемпіонство поспіль виборов американський стрибун.
| Місце | Атлет                     | 5,55 | 5,70 | 5,80 | 5,87 | 5,92 | 5,97 | 6,02 | Результат | Примітки |
| ----- | ------------------------- | ---- | ---- | ---- | ---- | ---- | ---- | ---- | --------- | -------- |
| 1     | Сем Кендрікс (USA)        | o    | o    | o    | xxo  | o    | xxo  | xx-  | 5,97      |          |
| 2     | Арман Дюплантіс (SWE)     | -    | o    | o    | xo   | xxo  | xxo  | xxx  | 5,97      |          |
| 3     | Пйотр Лісек (POL)         | o    | o    | o    | xo   | x-   | xx   |      | 5,87      |          |
| 4     | Бо Літа Бере (GER)        | o    | o    | xxx  |      |      |      |      | 5,70      |          |
| 5     | Тьягу Брас да Сілва (BRA) | xo   | o    | xxx  |      |      |      |      | 5,70      |          |
| 6     | Рафаель Гольцдеппе (GER)  | o    | xo   | xxx  |      |      |      |      | 5,70      |          |
| 6     | Валентан Лавіллені (FRA)  | o    | xo   | xxx  |      |      |      |      | 5,70      |          |
| 8     | Клаудіо Стеккі (ITA)      | o    | xxo  | xxx  |      |      |      |      | 5,70      |          |
| 9     | Хуан Бокай (CHN)          | o    | xxx  |      |      |      |      |      | 5,55      |          |
| 10    | Аугусту Дутра (BRA)       | xo   | xxx  |      |      |      |      |      | 5,55      |          |
| 10    | Коул Волш (USA)           | xo   | xxx  |      |      |      |      |      | 5,55      |          |
| 12    | Бен Брудерс (BEL)         | xxo  | xxx  |      |      |      |      |      | 5,55      |          |